# Рамаала, Хендрик
Хендрик Рамаала — южноафриканский бегун на длинные дистанции и марафонец.
Окончил университет Витватерсранда. Впервые на международной арене выступил в 1995 году, когда занял 17-е место на чемпионате мира в Гётеборге. На мировых первенствах 1997 и 1999 годов занимал 14-е и 11-е места соответственно. В 1997 году занял 4-е место на чемпионате мира по полумарафону, установив при этом личный рекорд 1:00.07. На следующий год стал победителем Марсельского полумарафона. Двукратный серебряный призёр чемпионатов мира по полумарафону в 1998 и 1999 годах.
В 2000 году дебютировал на марафонской дистанции. 5-е место на Лондонском марафоне с результатом 2:09.43. На Олимпийских играх 2000 года бежал марафон, на котором занял 16-е место. На Олимпиаде в Афинах не смог финишировать на марафонской дистанции. На Олимпийском марафоне в Пекине занял 44-е место с результатом 2:22.43. Двукратный победитель 10-километрового пробега World's Best 10K. В 2004 году выиграл пробег Dam tot Damloop.
Является обладателем 3-х национальных рекордов: 10 000 метров — 27.29,94, 20 км по шоссе — 57.46, полумарафон — 1:00.07.

## Достижения
- Победитель Лиссабонского полумарафона 2001 года — 1:00.26
- Победитель Мумбайского марафона 2004 года — 2:15.47
- Победитель Нью-Йоркского марафона 2004 года — 2:09.28
- 3-е место на Лондонском марафоне 2005 года — 2:08.32
- 2-е место на Нью-Йоркском марафоне 2005 года — 2:09.31
- 3-е место на Лондонском марафоне 2006 года — 2:06.55
- 3-е место на Нью-Йоркском марафоне 2007 года — 2:11.25